# Georg Möring
Georg Möring (auch Georgius Möring; * 14. Februar 1628 in Heiligenstadt; † 13. November 1712) war von 1670 bis zu seinem Tod 1712 Prior des Kartäuserklosters im fränkischen Astheim.

## Leben
Georg Möring wurde im kurmainzischen Eichsfeld geboren, das eine katholische Exklave innerhalb der überwiegend lutherischen norddeutschen Staaten. Über die Familie des späteren Priors schweigen die Quellen. Möring konnte die Lateinschule in seiner Geburtsstadt besuchen und nach seinem Abschluss ein Universitätsstudium aufnehmen. Das philosophische Grundstudium absolvierte Möring an der im Entstehen begriffenen Universität Fulda, er war hier aufgrund außergewöhnlicher Leistungen sogar Teil des Seminars der adeligen Jünglinge.
Das Hauptstudium erfolgte anschließend an der dem Mainzer Erzstift zugehörigen Universität Erfurt. Möring plante zunächst Jurist zu werden, gelangte hier aber schnell zur Erkenntnis, künftig einem Orden beizutreten. Der Prior der Kartause in Erfurt empfahl ihm den Eintritt in die fränkische Kartause Astheim. Am 29. Mai 1650 legte Georg Möring seine Profess ab. Bereits wenige Jahre später war er zum Vikar des Klosters aufgestiegen. 1657 wurde Möring Prokurator. 1670 bestimmten die Mönche ihn zu ihrem Vorsteher.
Unter dem Prior Georg Möring, der insgesamt 42 Jahre dem Kloster vorstand, erholte sich die Kartause von den Zerstörungen im Krieg. Möring bildete 16 Novizen aus, von denen viele später selbst zu Prioren werden sollten. Zwischen 1671 und 1673 ließ er die Mönchszellen neu einrichten. Schnell war die Frömmigkeit des Klostervorstehers bekannt und man verfasste eine Biographie des Priors. Unter Möring erlebte Astheim auch die Dreihundertjahrfeier der Klostergründung 1409, die im Jahr 1709 begangen wurde.
Während der Amtszeit des Priors ereignete sich auch die sogenannte Astheimer Rebellion. Im Jahr 1695 begehrten die Untertanen des Klosters auf, weil sie den Herrendienst nicht mehr verrichten wollten. Möring bat beim Landesherrn um Hilfe, woraufhin der Würzburger Fürstbischof Truppen nach Astheim entsandte. Die Aufrührer wurden nach Würzburg verschleppt. Obwohl sich Möring für die Gefangenen einsetzte, verschnitten die Untertanen im folgenden Herbst die Weinreben und führten eine Missernte herbei. Georg Möring starb am 13. November 1712.